# Radiazione ultravioletta

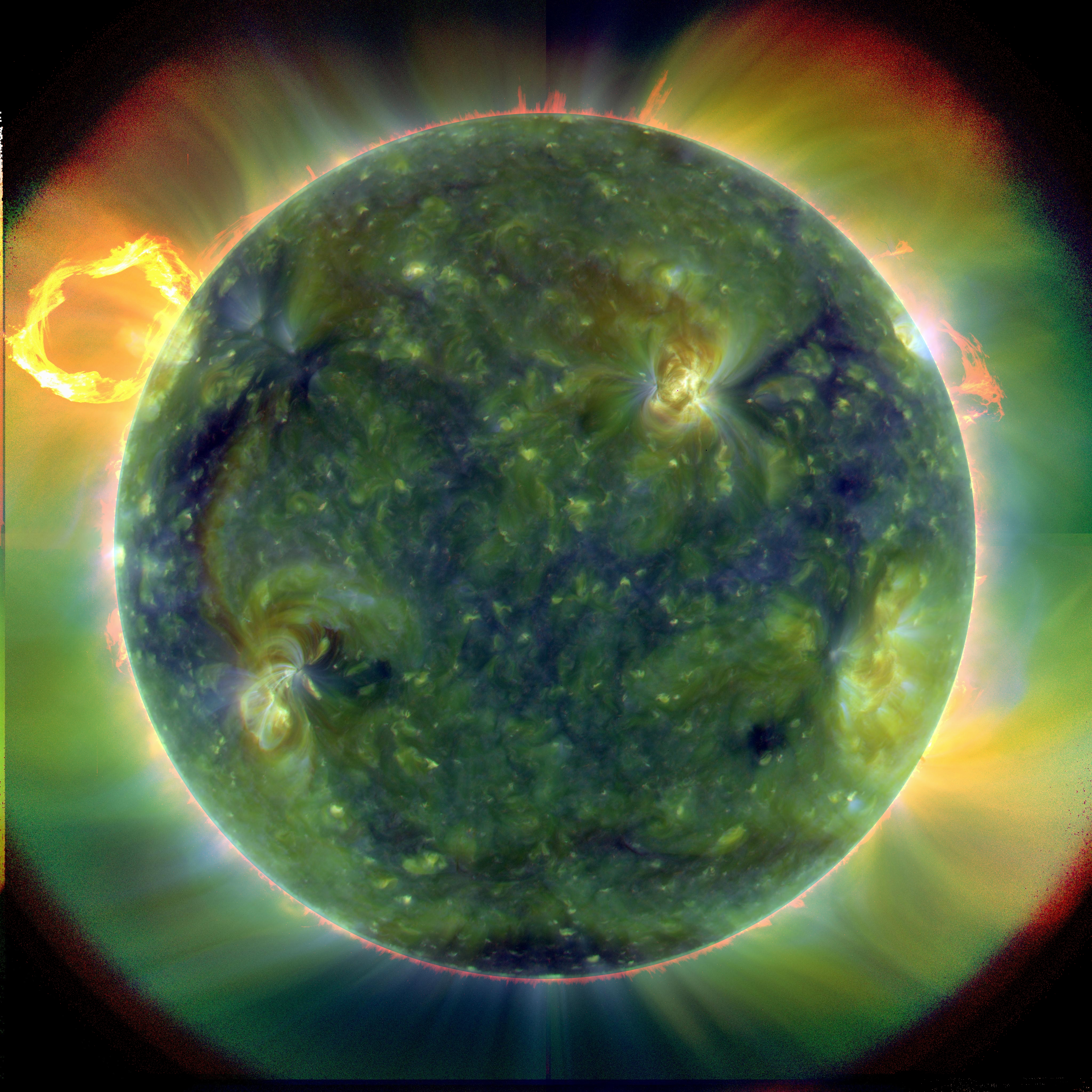
La principale fonte di luce ultravioletta sulla Terra è il Sole. Nella foto, un'immagine a falsi colori ripresa nello spettro dell'ultravioletto lontano

In fisica, la radiazione ultravioletta [comp. di ultra- (dal latino, oltre, superiore) e violetto (la frequenza della luce color violetto)], spesso abbreviata in UV e anche conosciuta come raggi UV o luce UV, è considerata la radiazione dello spettro elettromagnetico compresa tra la luce visibile e i raggi X, con una banda di frequenze superiori al violetto, da circa 7,5∙1014 a 7,5∙1016 Hz (estesa per meno di 7 ottave) e con le rispettive lunghezze d'onda da circa 400 a 4 nm. La radiazione ultravioletta costituisce circa il 10% della luce emessa dal Sole e viene inoltre prodotta da gas ionizzati e particolari lampade (lampade a vapori di mercurio e lampade di Wood). 
I raggi UV sono invisibili agli occhi umani, che normalmente non percepiscono la luce con lunghezza d'onda inferiore ai 390 nm. Tuttavia, ci sono delle eccezioni: in determinate condizioni, bambini e ragazzi riescono a percepire l’ultravioletto fino a 310 nm. Il cristallino, in generale, filtra le frequenze UV-B o maggiori, ma persone affette da patologie come l'afachia (assenza del cristallino) possono vedere anche nella banda UV. La radiazione UV vicina alle lunghezze d'onda visibili per l'uomo, può essere vista dagli insetti, da alcuni mammiferi e da molti uccelli. 
La radiazione UV è fortemente attinica, possiede un grande potere ionizzante e fotoelettrico, dà luogo a fluorescenza e fosforescenza in varie sostanze, e ha notevoli effetti biologici, tra i quali l’alterazione della struttura del DNA. Le UV a maggiore lunghezza d’onda (da ~ 200 a 400 nm), possono causare reazioni chimiche, come bagliori o i fenomeni di fluorescenza.
Gli effetti biologici degli UV, dovuti alla loro interazione con molecole organiche, sono responsabili dei fenomeni quali la abbronzatura, le efelidi e gli eritemi solari; inoltre rappresentano la causa principale di tumori della pelle. Qualsiasi organismo vivente verrebbe seriamente danneggiato dai raggi UV provenienti dal Sole, se una buona parte della radiazione non fosse filtrata dall'atmosfera terrestre. Una corta lunghezza d’onda degli ultravioletti, inferiore ai 121 nm, ionizza l’aria in modo così rapido da essere assorbita quasi totalmente, prima che raggiunga il suolo. D'altronde l’ultravioletto è anche responsabile del rafforzamento delle ossa, partecipando alla formazione della vitamina D, nella maggior parte dei vertebrati terrestri, quindi l'UV ha effetti sia benefici sia dannosi per la salute dell’uomo (dipende molto dalla dose).

## Storia
La radiazione ultravioletta fu scoperta nel 1801, quando il fisico tedesco Johann Wilhelm Ritter notò che il cloruro d'argento era fotosensibile, cioè diventava scuro in presenza di "raggi invisibili" (UV) appena sotto la fine dello spettro visibile del violetto. Li chiamò "raggi ossidanti" per sottolineare la reazione chimica e distinguerli dai raggi infrarossi, scoperti l'anno prima nell'altra estremità dello spettro visibile. Tuttavia fino al XIX secolo furono chiamati "raggi chimici", sebbene vi fossero scienziati, come per esempio John William Draper, che li ritenevano una sorta di radiazione completamente diversa dalla luce. Nel 1878 fu scoperta la proprietà sterilizzante della luce a piccole lunghezze d'onda sui batteri e dal 1960 fu riconosciuto l'effetto degli UV sul DNA.
La scoperta della radiazione ultravioletta sotto i 200 nm, chiamata ultravioletto da vuoto (Vacuum Ultraviolet) perché fortemente assorbita dall'aria, risale al 1893 ad opera del fisico tedesco Victor Schumann.

## Descrizione

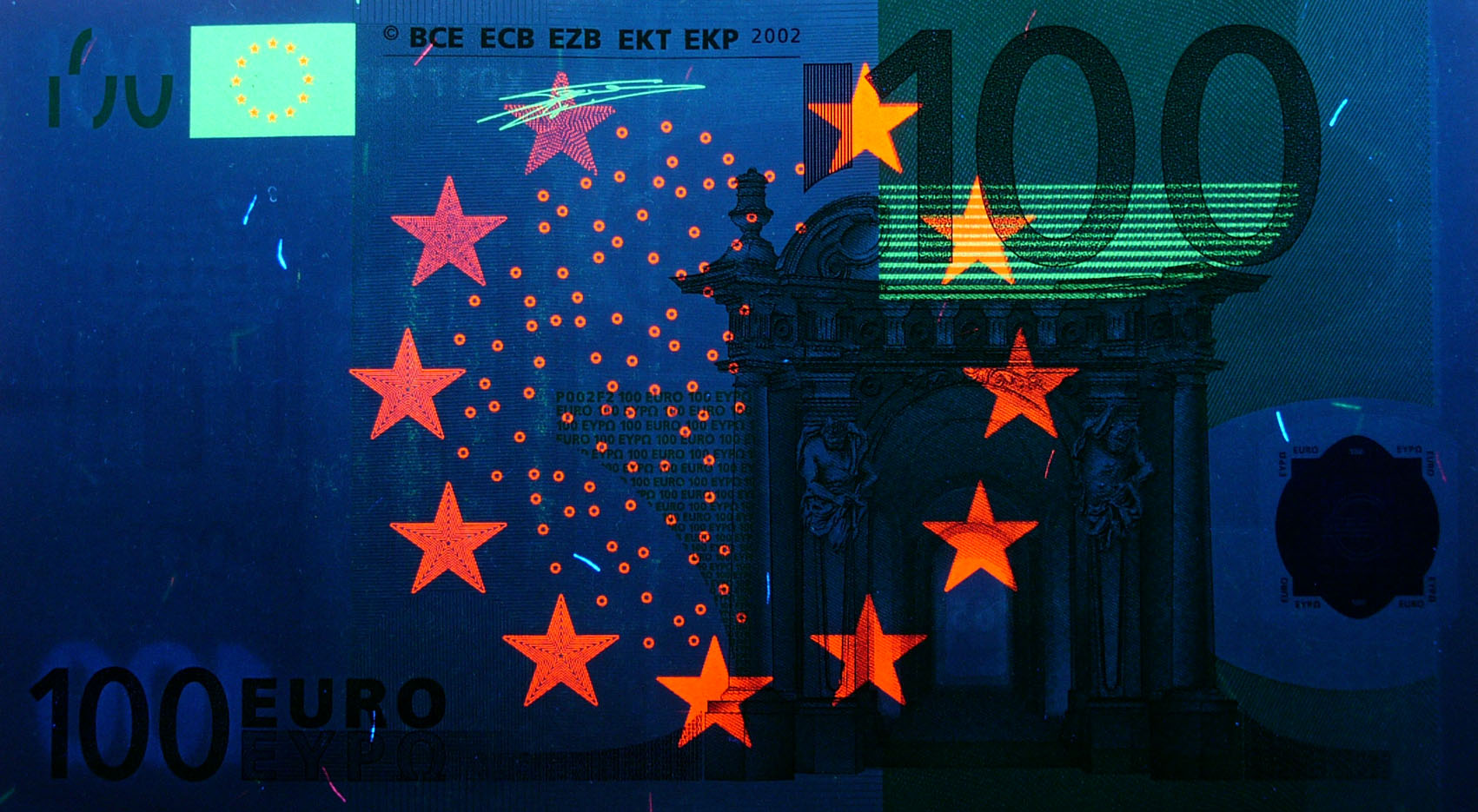
I raggi ultravioletti sono usati anche nella sicurezza, ad esempio per impedire la falsificazione di passaporti o banconote

L'UV può essere suddiviso in differenti bande, diversamente definite a seconda dei campi di studio. La suddivisione più immediata è:
- UV vicino o prossimo (380-200 nm) e UV estremo (200-10 nm).

Qualora si consideri l'effetto dei raggi UV sulla salute umana, la gamma delle lunghezze d'onda UV è in genere suddivisa in:
- UV-A (400-315 nm), UV-B (315-280 nm) e UV-C (280-100 nm).

Il Sole emette fotoni in una vasta gamma di frequenze, coprendo quelle della luce ultravioletta in tutte e tre le bande UV-A, UV-B e UV-C, ma a causa dell'assorbimento da parte dell'ozonosfera circa il 99% degli ultravioletti che raggiungono la superficie terrestre sono UV-A. Infatti quasi il 100% degli UV-C e il 95% degli UV-B sono assorbiti dall'atmosfera terrestre. L'intensità di queste radiazioni è espressa con l'indice UV, indice universale della radiazione UV solare, riportata nelle previsioni meteorologiche.
Molti uccelli e molti insetti, come le api, possono vedere l'ultravioletto vicino, e i fiori hanno spesso colorazioni a loro visibili.
Le porzioni di radiazione ultravioletta di alta frequenza sono considerate radiazioni ionizzanti.

### Bande
Lo Standard ISO sulla determinazione dell'irradiamento solare (ISO-21348) descrive i seguenti intervalli:
| Nome                          | Abbreviazione | Intervalli di lunghezza d'onda (espressi in nanometri) | Energia per fotone (in elettronvolt) | Note / nomi alternativi |
| ----------------------------- | ------------- | ------------------------------------------------------ | ------------------------------------ | --- |
| Ultravioletto                 | UV            | 400 – 10                                               | 3,10 – 124                           | |
| Ultravioletto A               | UVA           | 400 – 315                                              | 3,10 – 3,94                          | Onde lunghe UV, luce nera o luce Wood                                                                                       |
| Ultravioletto B               | UVB           | 315 – 280                                              | 3,94 – 4,43                          | Onde medie UV |
| Ultravioletto C               | UVC           | 280 – 100                                              | 4,43 – 12,4                          | Onde corte UV, germicida |
| Ultravioletto Vicino          | NUV           | 400 – 300                                              | 3,10 – 4,13                          | Intervallo spesso visibile a diverse specie di uccelli, insetti e pesci                                                     |
| Ultravioletto Medio           | MUV           | 300 – 200                                              | 4,13 – 6,20                          | |
| Ultravioletto Lontano         | FUV           | 200 – 122                                              | 6,20 – 10,16                         | |
| Riga Lyman-alfa dell'idrogeno | H Lyman-α     | 122 – 121                                              | 10,16 – 10,25                        | Linee spettrali a 121,6 nm, 10,20 eV. Radiazione ionizzante a lunghezze d'onda più corte                                    |
| Ultravioletto da vuoto        | VUV           | 200 – 10                                               | 6,20 – 124                           | Fortemente assorbita dall'ossigeno atmosferico, anche se le lunghezze d'onda tra 150—200 nm si propagano attraverso l'azoto |
| Ultravioletto Estremo         | EUV           | 121 – 10                                               | 10,25 – 124                          | Radiazione completamente ionizzata (secondo alcune definizioni); completamente assorbita dall'atmosfera                     |

### Ultravioletto solare

Livelli di ozono a varie altitudini e blocco di diverse bande di radiazione ultravioletta. Sostanzialmente, tutti i raggi UVC sono bloccati dall'ossigeno biatomico (100–200 nm) o dall'ozono (ossigeno triatomico) (200–280 nm) nell'atmosfera. Lo strato di ozono blocca per lo più i raggi UVB. Tuttavia, l'attenuazione degli UVB è fortemente influenzata dall'ozono, e molte di queste radiazioni possono raggiungere la superficie terrestre. L'UVA rappresenta 25% della radiazione solare che penetra l’atmosfera.

Oggetti molto caldi, a causa dell'emissione di corpo nero, emettono radiazione UV. Il Sole emette radiazione ultravioletta a tutte le lunghezze d’onda, incluso l'ultravioletto da vuoto e persino lunghezze d'onda inferiori a 10 nm (Raggi X). Le stelle particolarmente calde emettono più UV del Sole. La luce solare nell'atmosfera terrestre più esterna è composta per circa il 50% di luce infrarossa, per il 40% di luce visibile e per il 10% di luce ultravioletta, per una intensità totale di circa 1400 W/m2 nel vuoto.
Le percentuali della luce solare che raggiungono la superficie terrestre diventano: 44% luce visibile, 3% ultravioletto quando il Sole è alla massima altezza nel cielo (zenit) e il rimanente infrarosso. Quindi, l'atmosfera blocca circa il 77% dei raggi UV del sole e quasi totalmente le lunghezze d’onda minori quando il sole raggiunge lo zenit. Della radiazione ultravioletta che raggiunge la superficie terrestre, oltre il 95% è rappresentato dagli UVA con lunghezza d’onda maggiore, una piccola parte dagli UVB. Sostanzialmente non ci sono gli UVC. La frazione che rimane degli UVB nella radiazione UV, dopo essere passata attraverso l’atmosfera, dipende dalle condizioni atmosferiche: nuvole dense bloccano efficientemente gli UVB mentre nei cieli parzialmente nuvolosi non tutti gli UVB sono bloccati, ma vengono diffusi in tutte le direzioni dell'atmosfera. Questo effetto è prodotto dallo Scattering di Rayleigh, responsabile anche della colorazione blu del cielo.
Le lunghezze d'onda più corte degli UVC, così come la radiazione UV più energetica prodotta dal Sole, sono assorbite dall'ossigeno e generano ozono. Lo strato dell'atmosfera dove si concentra questa forma allotropica dell'ossigeno viene detta ozonosfera. Il meccanismo di produzione dell'ozono è causato dalla fotolisi mediante UV dell'ossigeno biatomico e la successiva reazione con molecole di ossigeno biatomico ({\displaystyle O_{2}}). L’ozonosfera ha una importanza fondamentale in quanto assorbe la maggior parte degli UVB e dei rimanenti UVC non assorbiti dall'ossigeno.

### Chimica degli UV
La radiazione UV porta alla degradazione UV dei materiali organici. Per prevenire questo decadimento si utilizzano delle molecole in grado di assorbire parte della radiazione. A loro volta esse possono subire gli effetti negativi degli UV, rendendo necessario verificare periodicamente la loro capacità di assorbire la radiazione.
Nei prodotti cosmetici per la protezione solare ci sono sostanze capaci di assorbire i raggi UVA/UVB quali: avobenzone e octyl methoxycinnamate. Per gli indumenti, il fattore di protezione ultravioletta UPF (dall'inglese: Ultraviolet Protection Factor) rappresenta l’indice di protezione dagli UV, analogo al SPF (Sun Protection Factor) per i filtri solari. Solitamente i tessuti estivi hanno un UPF di circa 6, il che significa che approssimativamente il 20% degli UV riesce ad attraversare il tessuto.
Il vetro comune è in parte trasparente agli UVA, ma è opaco per lunghezze d’onda più corte, mentre nel quarzo, in base alla qualità, può essere trasparente persino alle lunghezze d’onda dell'ultravioletto da vuoto. 
Attraverso il comune vetro delle finestre passa circa il 90% della luce con frequenze sopra i 350 nm, invece quella sotto i 300 nm viene attenuata indicativamente per il 90% come dire che ci può passare all'incirca solo il 10%. 
Conservare delle nanoparticelle in contenitori di vetro oscurato evita di far avvenire delle reazioni chimiche che provocano il cambiamento di colore a causa degli UV. A tal proposito, un insieme di filtri di vetro è stato utilizzato per calibrare i colori della fotocamera della missione 2019 ESA Mars, per evitare una scarsa qualità delle immagini a causa dell’alto livello di UV presente sulla superficie di Marte.
Il vetro di Wood è uno speciale tipo di vetro inventato da Robert Williams Wood e ha una composizione di bario-sodio-silicato che incorpora circa il 9% di ossido di nichel. È un vetro di un colore blu-violetto molto profondo che lo rende opaco a tutta la luce visibile eccetto al rosso e al violetto.

### Astronomia
I corpi celesti molto caldi emettono principalmente luce ultravioletta (legge di Wien). È difficile osservare questa luce da terra, perché lo strato di ozono ne blocca la maggior parte. Quindi quasi tutte le osservazioni UV sono condotte nello spazio, usando satelliti con a bordo telescopi e rilevatori operanti nell'ultravioletto.

## Fonti artificiali

### Lampada di Wood
Il tubo più lungo è un F15T8/BLB di circa 45,72 cm (18 pollici) da 15 watt; nell'immagine a destra è mostrata la lampada in funzione, fissata ad un apparato collegato alla corrente.
Per Lampada di Wood o luce nera si intende una sorgente luminosa che emette radiazioni elettromagnetiche prevalentemente nella gamma degli UVA e in misura trascurabile nel campo della luce visibile. La Lampada di Wood a tubo (dritto, ripiegato o avvolto in spirale) viene fabbricata nello stesso modo e con le stesse caratteristiche dei tubi fluorescenti o fluocompatti convenzionali. La differenza è che viene utilizzato un fosforo diverso che emette luce UV invece di luce bianca. Il fosforo utilizzato in questo caso dipenderà dalla gamma di lunghezza d’onda desiderata della luce. I più comuni sono il fluoroborato di stronzio (SrB4O7F:Eu2+) o il borato di stronzio (Sr3(BO3)2), entrambi cosparsi di europio per la luce tra 368-371 nm, mentre per 350-353 nm il fosforo è ottenuto cospargendo di piombo il silicato di bario (BaSi2O5:Pb+). Tali fosfori permettono la conversione dell'emissione ultravioletta dei vapori di mercurio a bassa pressione da un'onda più corta ad una più lunga ma sempre nel campo UV. Nel caso invece di lampade a vapori di mercurio ad alta pressione, con bulbo esterno di forma ellissoidale, non vengono usati fosfori e la luce UV è quella generata direttamente dal mercurio, mentre la componente di luce visibile resta filtrata da vetro di Wood come nel caso del tubo. Tale filtro lascia passare l'estremo violetto, l'estremo rosso poco visibile e l'infrarosso. 
A volte si utilizza il vetro tradizionale al posto di quello di Wood, più costoso: quando la lampada è in funzione assume una colorazione blu, piuttosto che violacea come in figura. La luce nera può anche essere generata ricoprendo una lampada a incandescenza con uno strato di vetro di Wood. Anche se molto economica, la sua efficienza è molto bassa: rispetto alle lampade UV a scarica, solo lo 0,1% della potenza della lampada viene emessa sotto forma di radiazione ultravioletta utilizzabile. Le lampade di wood sono utilizzate principalmente per osservare la fluorescenza, cioè il bagliore colorato che alcune sostanze emanano quando sono sottoposte a radiazione UV, convertendo la sua energia in luce visibile. A seconda della sorgente e/o del filtro, la luce di Wood può avere varie lunghezze d'onda, producendo fluorescenze diverse e/o più o meno accentuate sulle sostanze che ne sono sottoposte. La lunghezza d'onda di 365nm, ad esempio, è la più indicata per controllare le banconote, mentre più comuni sorgenti a 395nm producono effetti diversi e meno marcati.

### Lampade UV a basse lunghezze d'onda
Le lampade UV a corte lunghezze d'onda possono essere create usando dei tubi a fluorescenza senza il rivestimento di fosforo. Queste lampade emettono luce ultravioletta con due picchi nell'intervallo dell'UVC a 253,7 nm e 185 nm, dovuti al mercurio interno alla lampada. L'85-95% degli UV prodotti da queste lampade ha la lunghezza d'onda di 253,7 nm e solo il 5-10% è a 185 nm.
Il tubo di quarzo fuso lascia passare la radiazione a 253 nm e blocca quella a 185 nm. Questo genere di tubi ha due o tre volte la potenza UVC di una normale lampada a fluorescenza. Lampade a bassa pressione hanno approssimativamente un'efficienza del 30-40%, il che significa che ogni 100 W di elettricità consumata dalla lampada, vengono prodotti circa 30-40 W di UV totali. Queste lampade, dette germicide, sono utilizzate essenzialmente per disinfettare le superfici nei laboratori e nell'industria alimentare, e per disinfettare le forniture d'acqua.

### Lampade a scarica di gas
Le lampade a scarica di gas hanno effetti diversi in base al gas utilizzato. Le lampade ad argon e al deuterio sono spesso utilizzate come una fonte stabile, sia senza finestra sia con finestra, ad esempio di fluoruro di magnesio. Queste fonti di emissione vengono utilizzate per l'analisi chimica.
Altre fonti di UV con uno spettro di emissione più continuo sono: lampada allo xeno (comunemente utilizzata per simulare la luce del Sole), lampada al deuterio, lampada al mercurio-xeno e lampada ad alogenuri metallici.
La lampada a eccimeri è una fonte UV sviluppata negli ultimi due decenni. Il suo impiego sta crescendo, trovando occupazione in diversi campi scientifici; ha i vantaggi di un'alta intensità, un'alta efficienza e, inoltre, emette radiazioni di lunghezze d'onda nell'ultravioletto da vuoto.

### LED Ultravioletti

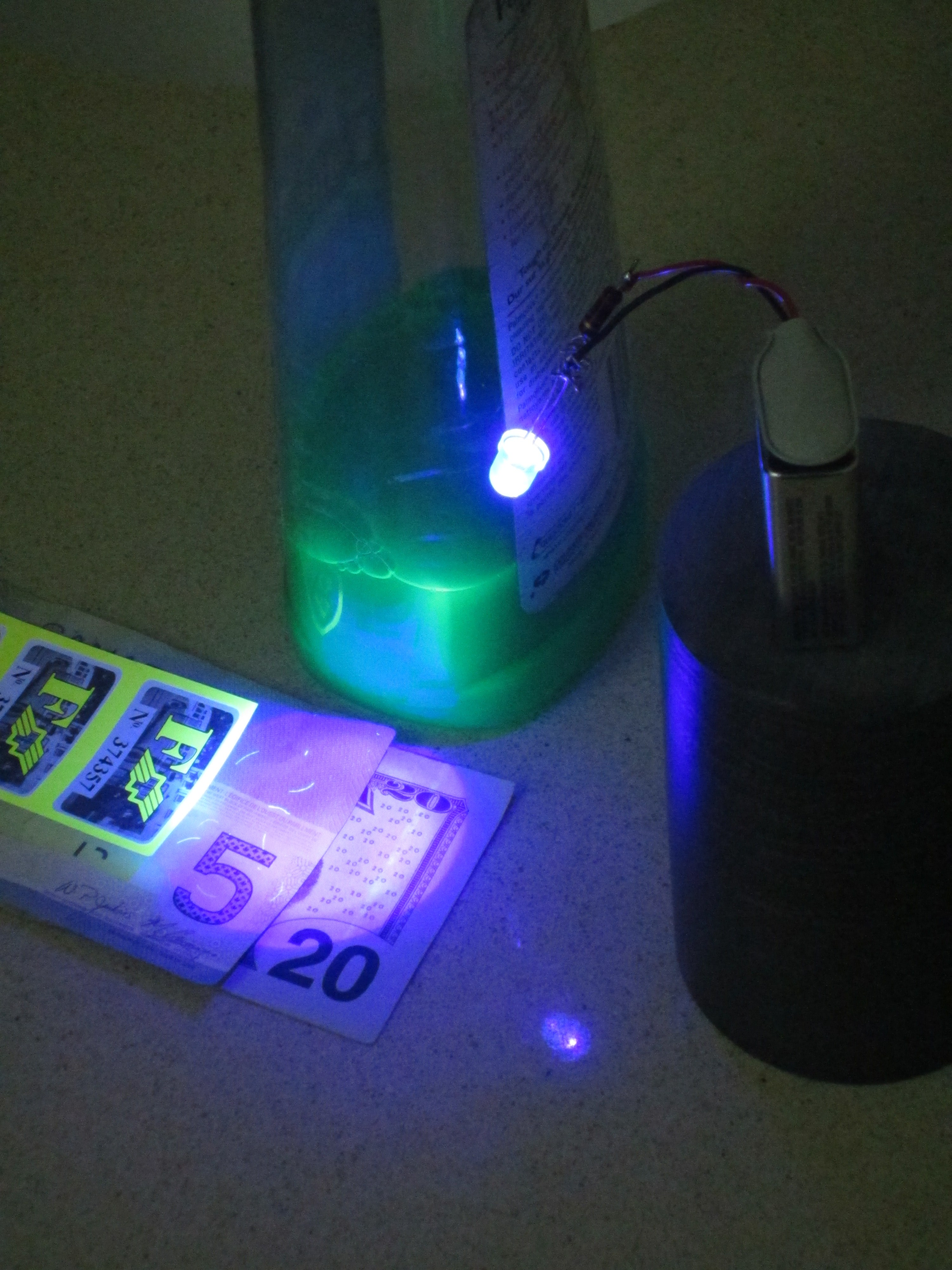
Un LED UV di 380 nm

I LED, dall'inglese Light-emitting diode, possono essere fabbricati per emettere radiazioni nell'intervallo ultravioletto. L'efficienza di questi dispositivi è circa del 5-8% a 365 nm, a 395 nm è più del 20%, mentre a lunghezze d'onda maggiori possono essere anche più efficienti. Vi sono prime applicazioni dei LED, ad esempio nella stampa digitale o negli ambienti di polimerizzazione UV, e risultano molto efficienti. Si possono creare dei LED con una densità di potenza che può quasi raggiungere i 3 W/cm2 (30 kW/m2); insieme ai più recenti sviluppi dei fotoiniziatori, sarà possibile creare dei materiali composti dai LED UV.
I LED UVC vengono impiegati per la disinfezione e come fonte per rimpiazzare la lampada a deuterio nella cromatografia liquida ad alta prestazione.

### Laser ultravioletto
I laser a gas, a diodo o a stato solido, possono essere prodotti per emettere raggi ultravioletti, alcuni dei quali riescono a coprire l'intero campo UV. Il laser ad azoto usa l'eccitazione elettronica delle molecole di azoto per emettere un fascio di UV. Le linee più energetiche sono a 337,1 nm e 357,6 nm di lunghezza d'onda. Un altro tipo di gas laser molto potente è il laser a eccimeri, largamente utilizzato per emettere radiazione UV nel campo dell'UV da vuoto. Attualmente, il laser a eccimeri al fluoruro di argon (ArF), che opera a una lunghezza d'onda di 193 nm, viene comunemente utilizzato nell'industria, nella medicina, nella chimica e nelle comunicazioni.

### Ultravioletto sintonizzabile tramite la somma o la differenza di 4 onde
La miscelazione di quattro onde è un fenomeno di intermodulazione nell'ottica non lineare, per cui le interazioni tra due o tre lunghezze d'onda producono una nuova lunghezza d'onda. Le forme più comuni di missaggio di quattro onde sono la generazione di una frequenza di somma e la generazione di una frequenza di differenza. Nella generazione della frequenza di somma vengono inseriti tre onde e viene generata una nuova onda a frequenza più alta, pari alla somma delle tre frequenze di ingresso. Nella generazione di frequenza di differenza, è tipico produrre una frequenza pari alla somma di due meno la terza. Questa tecnica permette di generare fasci laser anche a lunghezza d'onda compresa tra 100 e 200 nm (per l'industria VUV) ed anche minori di 100 nm (EUV). Se una delle sorgenti laser è sintonizzabile si ottengono radiazioni VUV o EUV sintonizzabili. Delle sorgenti si può sfruttare anche la seconda armonica. Il missaggio delle onde avviene tipicamente con un prisma di Glan Il mezzo non lineare in cui, irradiandolo, si sommano le frequenze può essere un gas (per esempio kripton, idrogeno, xeno) o vapori metallici (per esempio il magnesio, sodio, mercurio). In questa operazione risulta vantaggiosa la differenza delle frequenze ({\displaystyle \lambda _{1}+\lambda _{2}-\lambda _{3}}) rispetto alla somma, in quanto è più facile l'aggancio di fase.

### Plasma e sincrotrone: fonti di ultravioletto estremo
I laser sono stati utilizzati per generare indirettamente radiazione UV non coerente (EUV) a 13,5 nm per la litografia ultravioletta estrema. L'EUV non viene emesso dal laser, ma da transizioni di elettroni in un plasma estremamente caldo di stagno o xeno, eccitato da un laser a eccimeri . Questa tecnica non richiede un sincrotrone, ma può produrre UV al bordo dello spettro dei raggi-X. Le sorgenti luminose di sincrotrone possono anche produrre tutte le lunghezze d'onda UV, comprese quelle al confine degli spettri UV e dei raggi-X a 10 nm.

#### Sorgenti luminose di sincrotrone

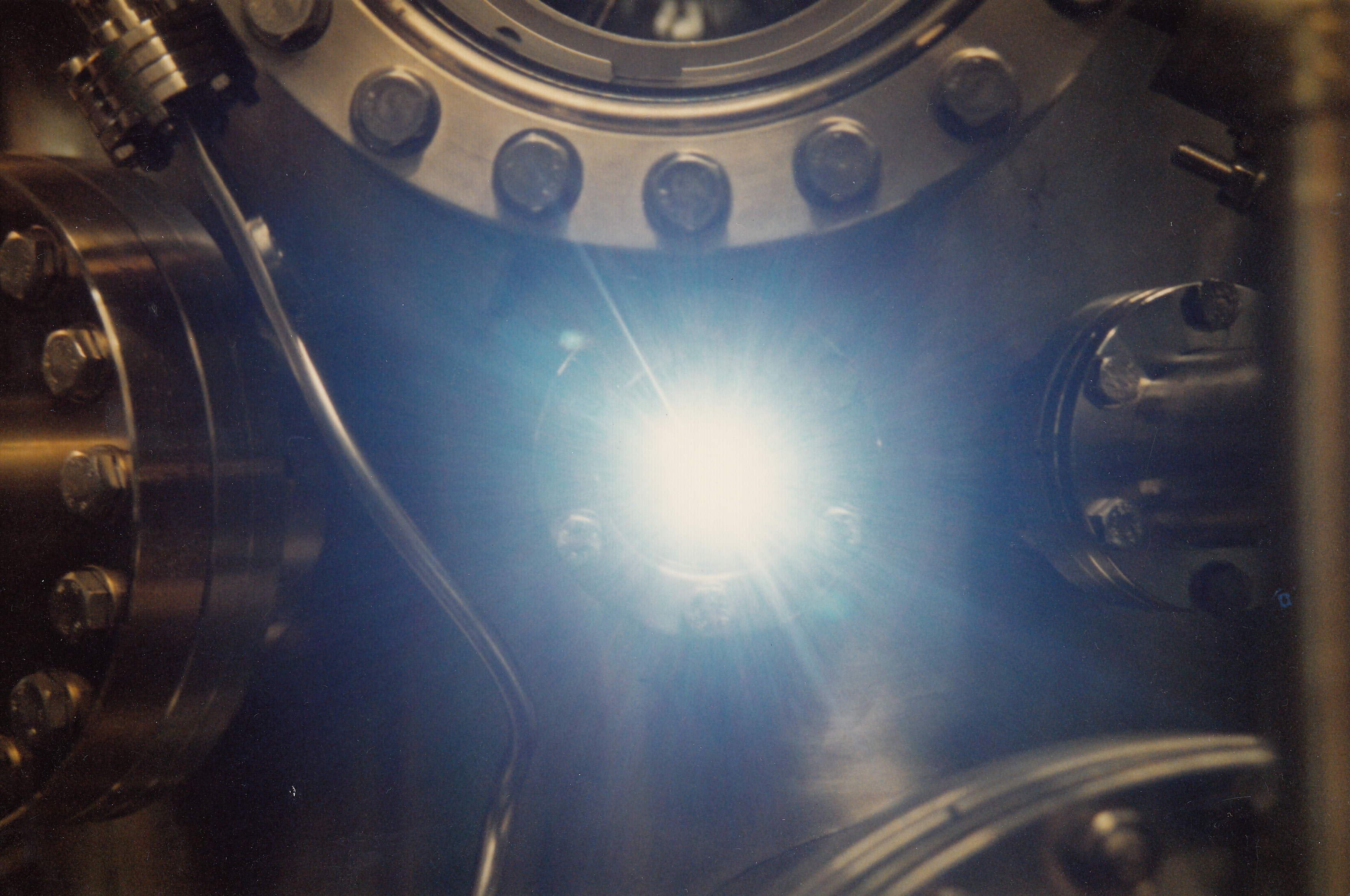
Radiazione di sincrotrone riflessa da un cristallo di terbio.
Daresbury, radiazione di sincrotrone, 1990.

Un sorgente di luce di sincrotrone è una fonte di radiazione elettromagnetica (EM) solitamente prodotta attraverso degli anelli di accumulazione per scopi scientifici e tecnici. Per la prima volta fu prodotta attraverso un sincrotrone, ora la luce di sincrotrone viene prodotta da anelli di accumulazione e altri tipo di acceleratori di particelle, solitamente attraverso l'accelerazione elettronica. Una volta generato il fascio di elettroni ad alta energia, viene diretto in componenti ausiliari, quali: magneti ondulatori e dispositivi di inserzione negli anelli di accumulazione con tecniche di questo tipo si ottengono laser a elettroni liberi. In questo modo i forti campi magnetici, perpendicolari al fascio, convertono gli elettroni ad alta energia in fotoni.
Le maggiori applicazione della luce di sincrotrone sono nella fisica della materia condensata, scienza dei materiali, biologia e nella medicina.

## Effetti sulla salute umana

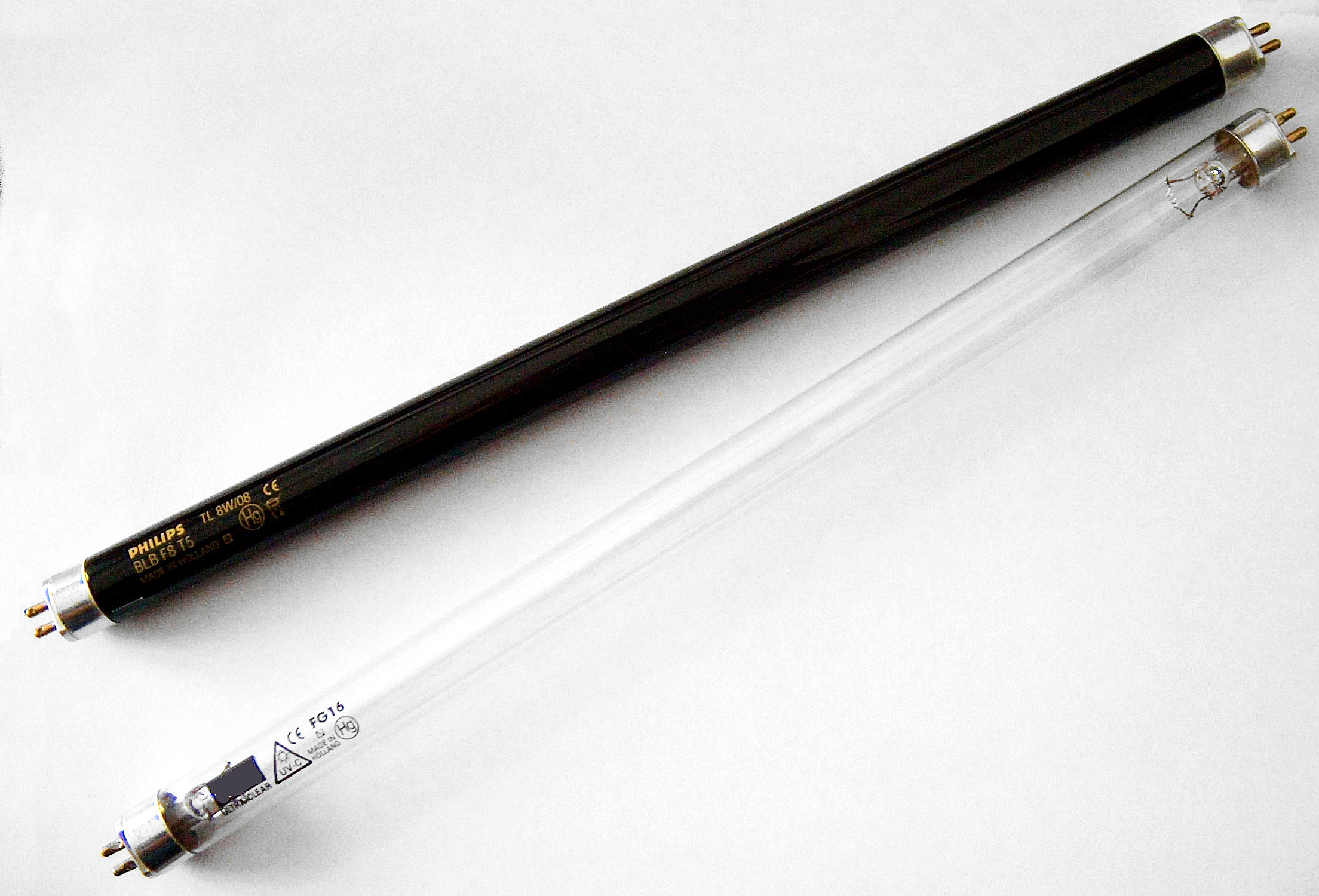
Tubi a vapori di mercurio per l'emissione di raggi ultravioletti, quello più in alto emette raggi UV-A (lampada di Wood), l'altro raggi UV-C (lampada germicida)

I raggi ultravioletti favoriscono la conversione del 7-deidrocolesterolo che può dare origine al colecalciferolo, reazioni inerenti alla chimica della vitamina D.
Gli UV possono anche indurre eccitazione della molecola di DNA, uno stato di eccitazione che può durare un tempo più o meno lungo, e normalmente il ritorno allo stato fondamentale avviene senza che vengano indotte alterazioni; comunque episodicamente possono prodursi legami chimici impropri tra pirimidine adiacenti, danni non sempre riparati efficacemente dai meccanismi biomolecolari. Gli UV-A sono considerati meno dannosi di altre bande, ma possono sempre causare ustioni ad alte dosi e una sindrome denominata acne di Maiorca. Sono considerati responsabili di cancro della pelle come il melanoma, il carcinoma basocellulare o tumori non melanocitici, in maniera analoga ai più energetici e dannosi UV-B

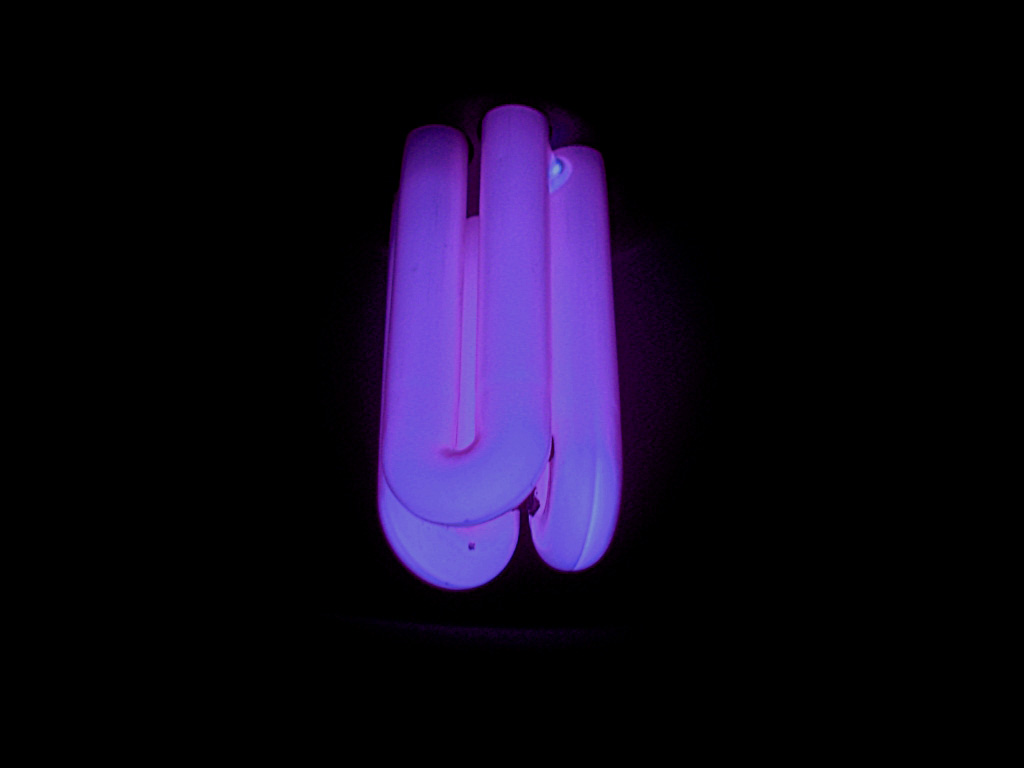
Una lampada di Wood, che emette radiazioni principalmente nello spettro degli ultravioletti A (tra i 315 e i 390 nm) e poche nello spettro della luce violetta visibile (intorno ai 400 nm).

Sono i principali responsabili dell'invecchiamento della pelle, sebbene anche gli UV-B facciano la loro parte. Alte intensità di UV-B sono dannose per gli occhi e un'esposizione prolungata può causare fotocheratiti (welder's flash in inglese, dove welder sta per saldatrice, in questa caso ad arco), e fotodermatiti. Sia gli UV-B sia gli UV-C possono danneggiare le fibre di collagene e quindi accelerare l'invecchiamento della pelle. Gli UV-A penetrano più in profondità nella pelle degli UV-B e degli UV-C e danneggiano le cellule che producono le fibre di collagene o fibroblasti. Inoltre le radiazioni UV-B e UV-C sono in grado di attivare virus come l'Herpes simplex. Alcuni filtri solari cosmetici proteggono bene dai raggi UV-B, ma spesso poco dai raggi UV-A, i maggiori responsabili dell'invecchiamento solare. Si presume che l'80% delle rughe sia provocato dall'esposizione al sole.

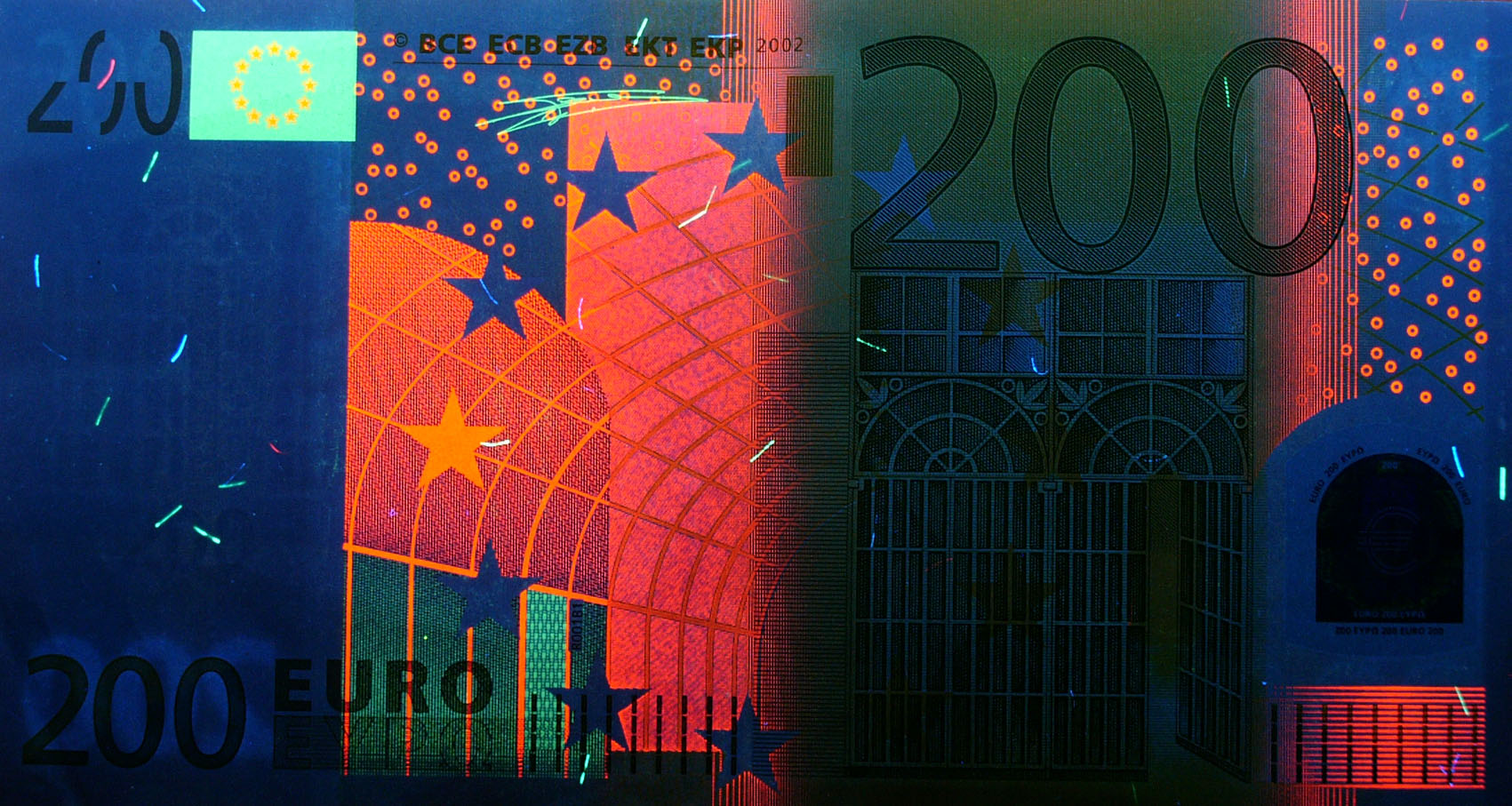
200 euro esposti nella radiazione UV

La radiazione ionizza le molecole di DNA delle cellule della pelle, inducendo basi adiacenti di timina e citosina a formare legami covalenti. Due basi adiacenti di timina o citosina non si legano in modo normale, ma causano una distorsione dell'elica del DNA, interferendo con i meccanismi di copia e in generale con il funzionamento del DNA. Il tutto porta facilmente a delle mutazioni, che spesso sfociano in episodi di cancro. Questo effetto degli UV-B può essere facilmente osservato in colture batteriche.
Come difesa contro la luce ultravioletta, dopo una breve esposizione il corpo si abbronza rilasciando melanina, un pigmento scuro. La quantità di melanina varia a seconda del tipo e del colore della pelle. La melanina aiuta a bloccare la penetrazione degli UV e impedisce che questi danneggino la parte profonda della pelle. Creme solari che bloccano parzialmente gli UV sono disponibili in commercio. Nonostante ciò, gran parte dei dermatologi raccomanda di non esporsi troppo al sole estivo, specialmente nelle ore centrali della giornata. A maggior protezione dell'epitelio corneale e dei mezzi diottrici oculari, quali il cristallino e la retina, è appropriato l'utilizzo di lenti protettive. Materiali in resina o vetrosi comportano un assorbimento nello spettro dei 330 nm, con adeguate colorazioni la trasmittanza degli UV viene bloccata fino al valore di 400 nm.
Effetti positivi della luce UV comprendono l'induzione della produzione di vitamina D nella pelle, vitamina che favorisce il riassorbimento di calcio a livello renale, l'assorbimento intestinale di fosforo e calcio ed i processi di mineralizzazione dell'osso e di differenziazione di alcune linee cellulari nonché l'attivazione di alcune funzioni neuromuscolari.
Le terapie Puva per psoriasi e vitiligine sono un altro esempio di utilizzo sanitario positivo della radiazione.

## Applicazioni
- Le lampade fluorescenti sfruttano l'emissione ultravioletta del mercurio a bassa pressione. Un rivestimento fluorescente all'interno del tubo assorbe gli UV e li trasforma in luce visibile.

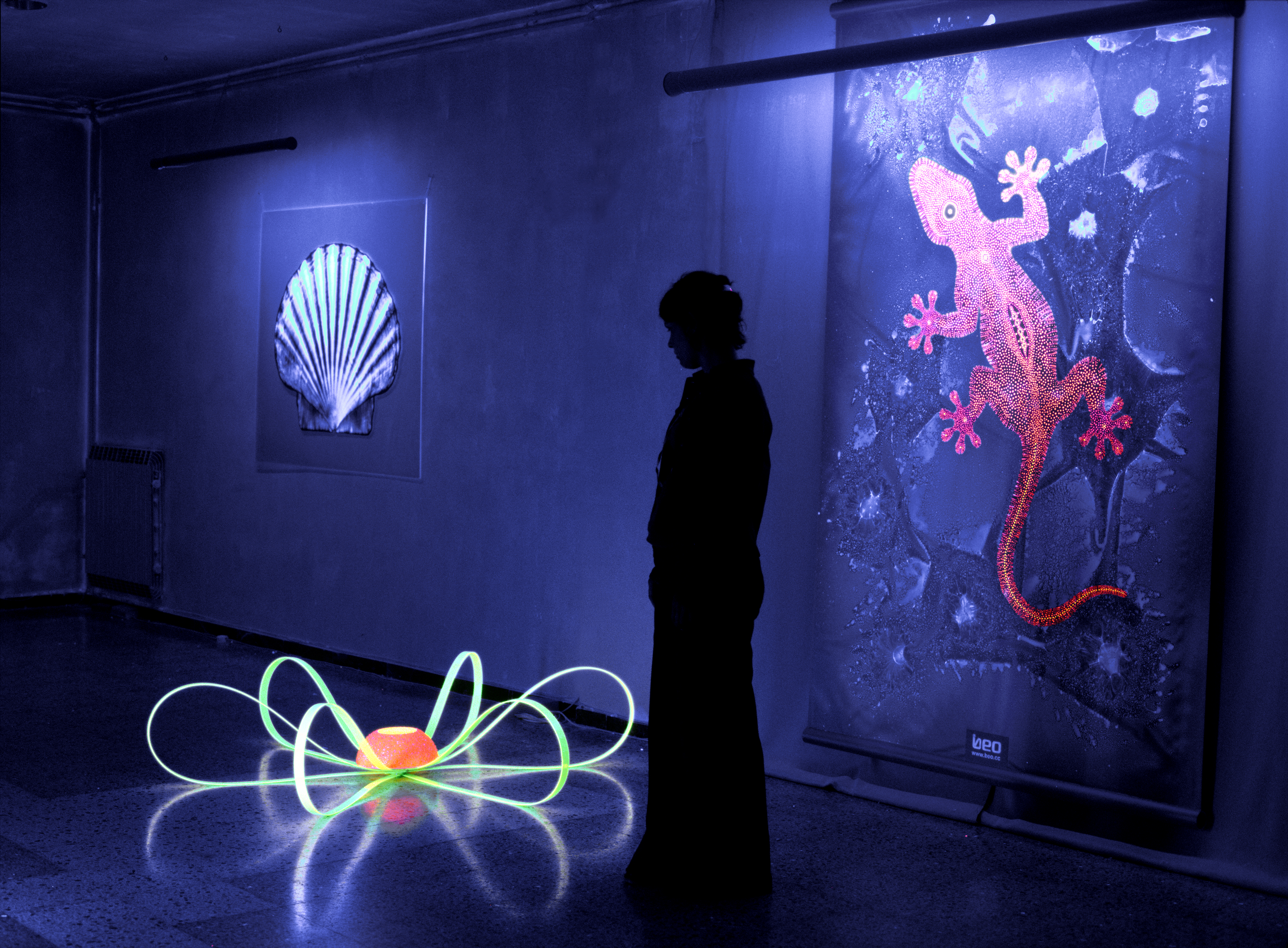
Arte plastica e materiali fluorescenti. (Artista: Beo Beyond).

- Lampade ultraviolette (senza lo strato di conversione in luce visibile) sono usate per analizzare minerali, gemme e nell'identificazione di vari oggetti da collezione. Molti materiali sono simili in luce visibile, ma rispondono in modo diverso alla luce ultravioletta, o presentano caratteristiche di fluorescenza diverse a seconda che vengano usati UV corti o lunghi. Coloranti UV fluorescenti sono usati in molti campi (per esempio, in biochimica e nelle indagini della polizia scientifica, o per facilitare la ricerca di eventuali perdite di refrigerante di circuiti frigoriferi di frigoriferi e condizionatori d'aria). La proteina fluorescente Green Fluorescent Protein (GFP) è spesso usata come marker in genetica.

- Le lampade ultraviolette sono anche usate per potabilizzare l'acqua e per sterilizzare ambienti e strumenti usati in ospedali e laboratori biologici, perché uccidono quasi tutti i virus ed i batteri. L'utilizzo di queste lampade nella sterilizzazione ambientale costituisce solamente un complemento ad altre tecniche di sterilizzazione, perché i vari microorganismi possono essere riparati in piccole fessure e altre parti in ombra delle stanze.

- Nel processo di produzione dei microprocessori, la luce ultravioletta viene usata per dei processi di fotolitografia.

- È consigliabile utilizzare protezioni per gli occhi quando si lavora con la luce ultravioletta, specie se di corta lunghezza d'onda. I normali occhiali forniscono una leggera protezione.

- La radiazione ultravioletta si usa anche nella spettroscopia ultravioletta e visibile.

### Fotografia

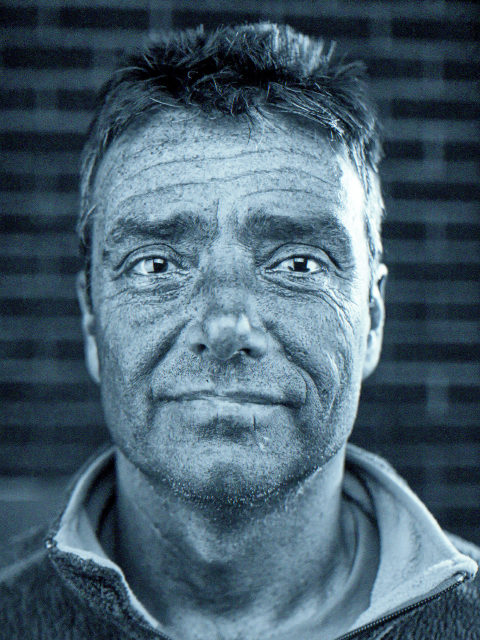
Ritratto scattato utilizzando solo luce UV con lunghezza d'onda fra i 335 nm e i 365 nm.

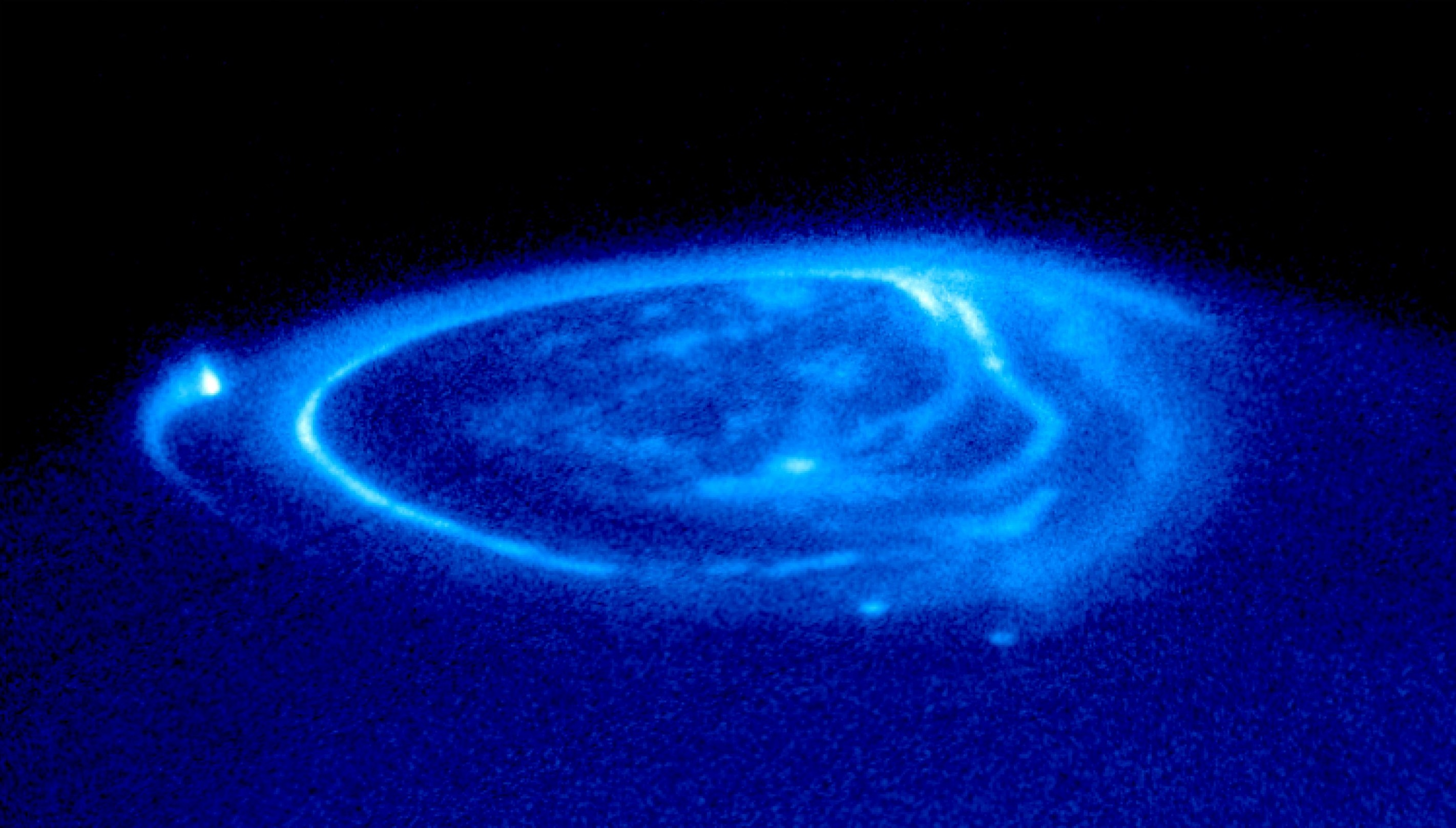
Aurora al polo nord di Giove vista dalla luce ultravioletta vista dal Telescopio Spaziale Hubble

La pellicola fotografica risponde alla radiazione ultravioletta, ma le lenti di vetro delle telecamere bloccano solitamente la radiazione inferiore a 350 nm. I filtri UV bloccanti, aventi una colorazione sul giallo, sono spesso usati per la fotografia all'aperto per evitare immagini sbiadite ed esposizioni troppo alte dovute ai raggi UV. Per la fotografia nei pressi di UV, possono essere utilizzati filtri speciali.
Le fotografie con lunghezze d'onda inferiori a 350 nm richiedono speciali lenti al quarzo che non assorbono la radiazione. Sui sensori fotografici delle comuni fotocamere digitali, quelle fotocamere non concepite per un uso scientifico, cioè la stragrande maggioranza, viene sempre applicato un filtro che blocca i raggi UV per contribuire ad ottenere una equilibrata resa cromatica, simile il più possibile a ciò che può vedere l'occhio umano. A volte questi filtri interni possono essere rimossi, oppure non esserci affatto; succede in quelle specifiche fotocamere per uso scientifico ed eventualmente si possono utilizzare filtri esterni (installandoli sull'ottica, solitamente sulla lente frontale) per bloccare l'entrata della luce visibile in modo da preparare queste fotocamere per la fotografia ad UV. Alcune sono state progettate per essere utilizzate esclusivamente per la fotografia UV.
La fotografia per radiazioni ultraviolette riflesse è utile per indagini mediche, scientifiche e investigazioni forensi, in applicazioni diffuse come la rilevazione di lividi della pelle, alterazioni di documenti o lavori di restauro su dipinti. La fotografia della fluorescenza prodotta dall'illuminazione a raggi ultravioletti utilizza la luce a lunghezze d'onda visibili.
Nell'astronomia dell'ultravioletto, le misure vengono utilizzate per individuare la composizione chimica del mezzo interstellare, la temperatura e la composizione delle stelle. Poiché lo strato di ozono blocca molte frequenze UV utilizzando telescopi della Terra, la maggior parte delle osservazioni UV sono fatte dallo spazio.

### Industria elettrica ed elettronica
L'effetto corona sulle apparecchiature elettriche può essere rilevato dalle sue emissioni ultraviolette. Questo effetto provoca la degradazione dell'isolamento elettrico e l'emissione di ozono e ossido di azoto
Le EPROM, memorie di sola lettura programmabili e cancellabili (Erasable Programmable Read-Only Memory) vengono cancellate attraverso l'esposizione a radiazioni UV. Questi moduli hanno una finestra trasparente (quarzo) sulla parte superiore del chip che consente il passaggio della radiazione UV.

### La radiazione ultravioletta germicida
La radiazione ultravioletta germicida è la radiazione ultravioletta che è caratterizzata da una banda di lunghezze d'onda tale da distruggere batteri, virus e altri microorganismi, modificandone il DNA o l'RNA e quindi inattivandoli e impedendone la riproduzione.
Questo principio permette la disinfezione dell'acqua e dell'aria.
L'OMS ha calcolato che la potabilizzazione dell'acqua con i raggi UV costa 2 centesimi di dollaro per 1000 litri di acqua.

#### Il SODIS
Anche i raggi UV che provengono naturalmente dal sole possono essere degli efficaci viricidi e battericidi. Il SODIS è un sistema che usa le bottiglie in PET e la luce del sole per disinfettare l'acqua.